# Trevor Bassitt
Trevor Bassitt (* 26. Februar 1998 in Bluffton, Ohio) ist ein US-amerikanischer Leichtathlet, der sich auf den Sprint spezialisiert hat. Seinen größten sportlichen Erfolg feierte er im Jahr 2022 mit dem Gewinn der Silbermedaille über 400 Meter bei den Hallenweltmeisterschaften in Belgrad sowie mit der Bronzemedaille über 400 Meter Hürden bei den Weltmeisterschaften in Eugene und dem Weltmeistertitel in der 4-mal-400-Meter-Staffel.

## Sportliche Laufbahn
Trevor Stewart studierte an der Ashland University und sammelte 2022 seine ersten Erfahrungen bei internationalen Meisterschaften, als er bei den Hallenweltmeisterschaften in Belgrad im 400-Meter-Lauf in 45,05 s die Silbermedaille hinter Jereem Richards aus Trinidad und Tobago gewann. 2021 siegte er bereits im 400-Meter-Hürdenlauf beim Music City Track Carnival. Im Juli 2022 erreichte er bei den Weltmeisterschaften in Eugene das Finale über 400 m Hürden und gewann dort in 47,39 s die Bronzemedaille hinter dem Brasilianer Alison dos Santos und seinem Landsmann Rai Benjamin. Zudem verhalf er der US-amerikanischen 4-mal-400-Meter-Staffel zum Finaleinzug und trug damit zum Gewinn der Goldmedaille bei. Im Jahr darauf siegte er in 48,43 s beim Botswana Golden Grand Prix und wurde dann beim Meeting de Paris in 48,28 s Dritter. Im August belegte er bei den Weltmeisterschaften in Budapest mit 48,22 s im Finale den sechsten Platz. Zudem kam er in der 4-mal-400-Meter-Staffel im Vorlauf zum Einsatz und gewann damit erneut die Goldmedaille mit dem US-Team. 2024 verhalf er der Staffel bei den Hallenweltmeisterschaften in Glasgow zum Finaleinzug und trug damit zum Gewinn der Silbermedaille bei. Im August schied er bei den Olympischen Sommerspielen in Paris mit 48,29 s im Halbfinale über 400 m Hürden aus.
2022 wurde Bassitt US-amerikanischer Hallenmeister im 400-Meter-Lauf.

## Persönliche Bestzeiten
- 200 Meter: 20,52 s (+1,7 m/s), 9. April 2021 in Cleveland
  - 200 Meter (Halle): 20,48 s, 13. März 2021 in Birmingham
- 400 Meter: 45,45 s, 15. April 2023 in Gainesville
  - 400 Meter (Halle): 45,05 s, 19. März 2022 in Belgrad
- 400 m Hürden: 47,38 s, 21. August 2023 in Budapest